# Tim Uhlemann
Tim Uhlemann (* 9. April 1999 in Gießen) ist ein deutscher Basketballspieler.

## Werdegang
Über die Stationen MTV 1846 Gießen, Basketball Akademie Gießen-Mittelhessen und VfB 1900 Gießen kam Uhlemann in den Nachwuchsbereich der Gießen 46ers und wurde in seiner ersten Saison in der Nachwuchs-Basketball-Bundesliga (NBBL) 2016/17 gleich bester Korbschütze (17,4 Punkte/Spiel) der Mittelhessen. Ab 2017 gehörte er dem Aufgebot der zweiten Gießener Herrenmannschaft in der 2. Bundesliga ProB an, gleichzeitig kam er mittels Zweitspielrecht beim Oberligisten TSV Krofdorf-Gleiberg zum Einsatz. In Gießens Mannschaft in der Basketball-Bundesliga wurde er erstmals Ende Dezember 2018 eingesetzt. Seine Bundesliga-Auftritte blieben vereinzelte, während er in Gießens zweiter Mannschaft in der 2. Bundesliga ProB in der Saison 2020/21 mit einem Punkteschnitt von 21,1 je Begegnung zu einem der besten Korbschützen der dritthöchsten deutschen Spielklasse aufstieg. In der Bundesliga verbuchte er im selben Spieljahr mit neun seine bisher meisten Einsätze, stieg mit den Mittelhessen jedoch sportlich aus der höchsten deutschen Liga ab. Dank des Aufstiegsverzichts Leverkusens blieb Uhlemann mit Gießen in der Bundesliga, am Ende der Saison 2021/22 stand abermals der Abstieg.
In der Sommerpause 2022 verließ er Gießen und wechselte zu Phoenix Hagen (2. Bundesliga ProA).